# Bosepark
Der Bosepark, bis 1955 noch Neuer Park, liegt im Berliner Ortsteil Tempelhof zwischen der Bosestraße, der Manteuffelstraße, der Richnowstraße und der Schöneberger Straße. Er ist nach der tangierenden Bosestraße benannt, die ihren Namen zu Ehren des Generals Friedrich Julius Wilhelm Graf von Bose (1809–1894) erhielt.

## Kurze Geschichte und Ausgestaltung
Im Jahr 1914 hat die Gemeinde Tempelhof von Privatpersonen Brachland aufgekauft. Auf einem Teil davon befand sich ein Pfuhl, der zugeschüttet wurde. Dann ließen die Ratsherren hier Pflanzungen vornehmen und ein Wegesystem anlegen, die Grünanlage wurde der Öffentlichkeit zur Erholungsnutzung übergeben. Alte Grabmale aus dem 19. Jahrhundert bilden eine Begrenzung zur Stolbergstraße hin.
Der Park verfügt über zwei Liegewiesen, einen Spielplatz, einen Sportplatz mit Fußballtoren und Basketballkörben sowie über einen Boseclub – ein Treffpunkt „mit vielfältigen Angeboten für Kinder und Jugendliche und auch ein Ort der Begegnung und des Austausches für Eltern und Nachbarn“.

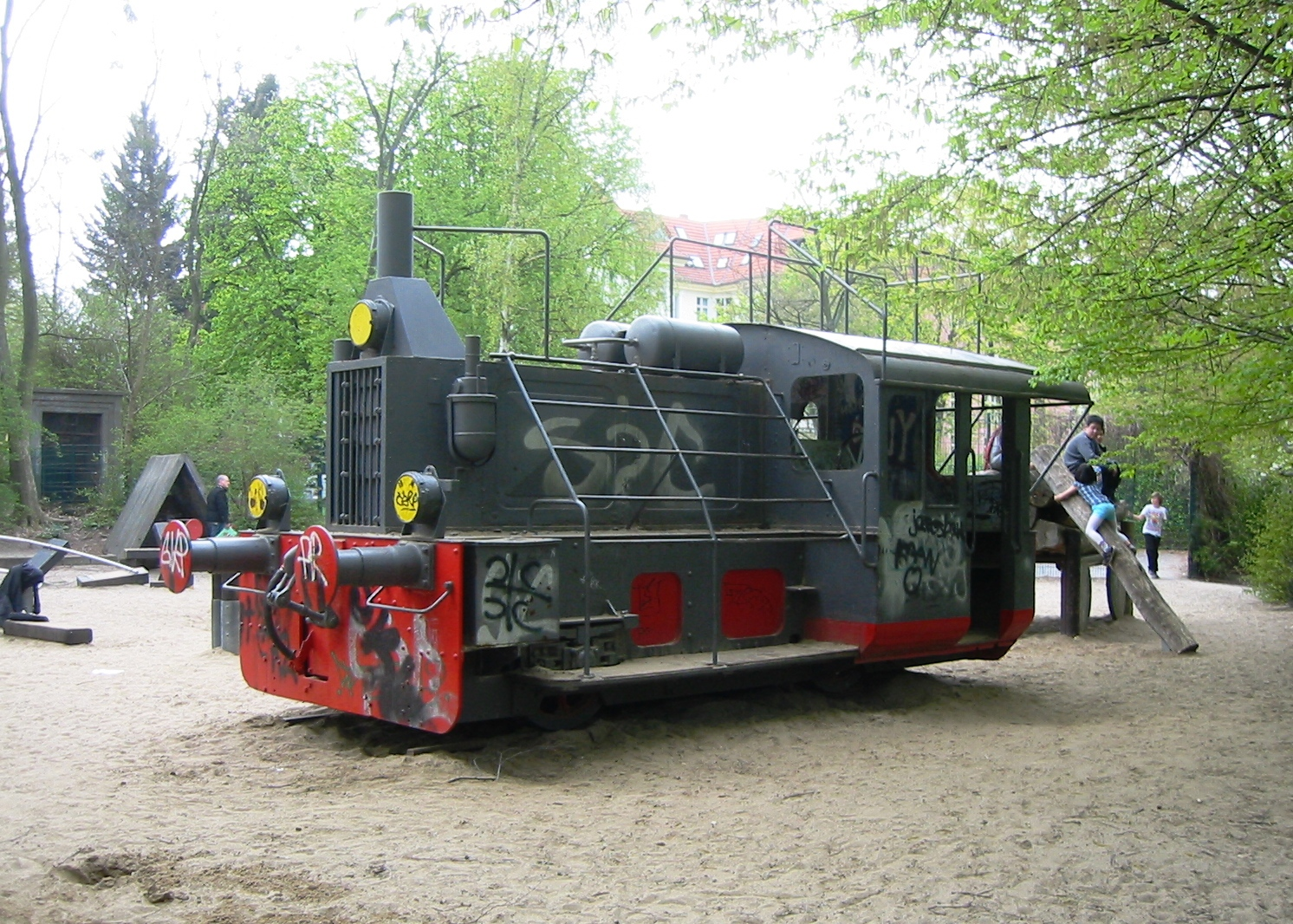
Jung NDR 130 im Bosepark

Zum Club gehören unter anderem ein Bolzplatz sowie ein weiterer Platz, der sich dem Thema Bahnhof widmet: So wurde dort eine echte ausgesonderte Lokomotive der Firma Arnold Jung Lokomotivfabrik, Typ NDR 130 mit einer Spurweite von 1435 mm aus dem Jahr 1934, aufgestellt. Daneben gibt es zwei Holzlokomotiven, ein Fahrkartenhäuschen sowie eine Schranke.
Der Park ist bei Läufern beliebt, da er in Verbindung mit dem Alten Park, dem Franckepark und dem Lehnepark ein weitläufiges grünes Gelände bietet. Die bezirklichen Planungen mit Stand von Mai 2018 sehen im Rahmen des Projekts Ertüchtigung des Grünzugs Bosepark, Lehnepark, Alter Park und Franckepark eine abschnittsweise durchzuführende Aufwertung der vier Parks vor.
Der südwestliche Zugang zum Park (Bosestraße/Manteuffelstraße) ist barrierefrei gestaltet. Aus Richtung Richnowstraße führen Treppen in das Parkgelände.

## Sonstiges

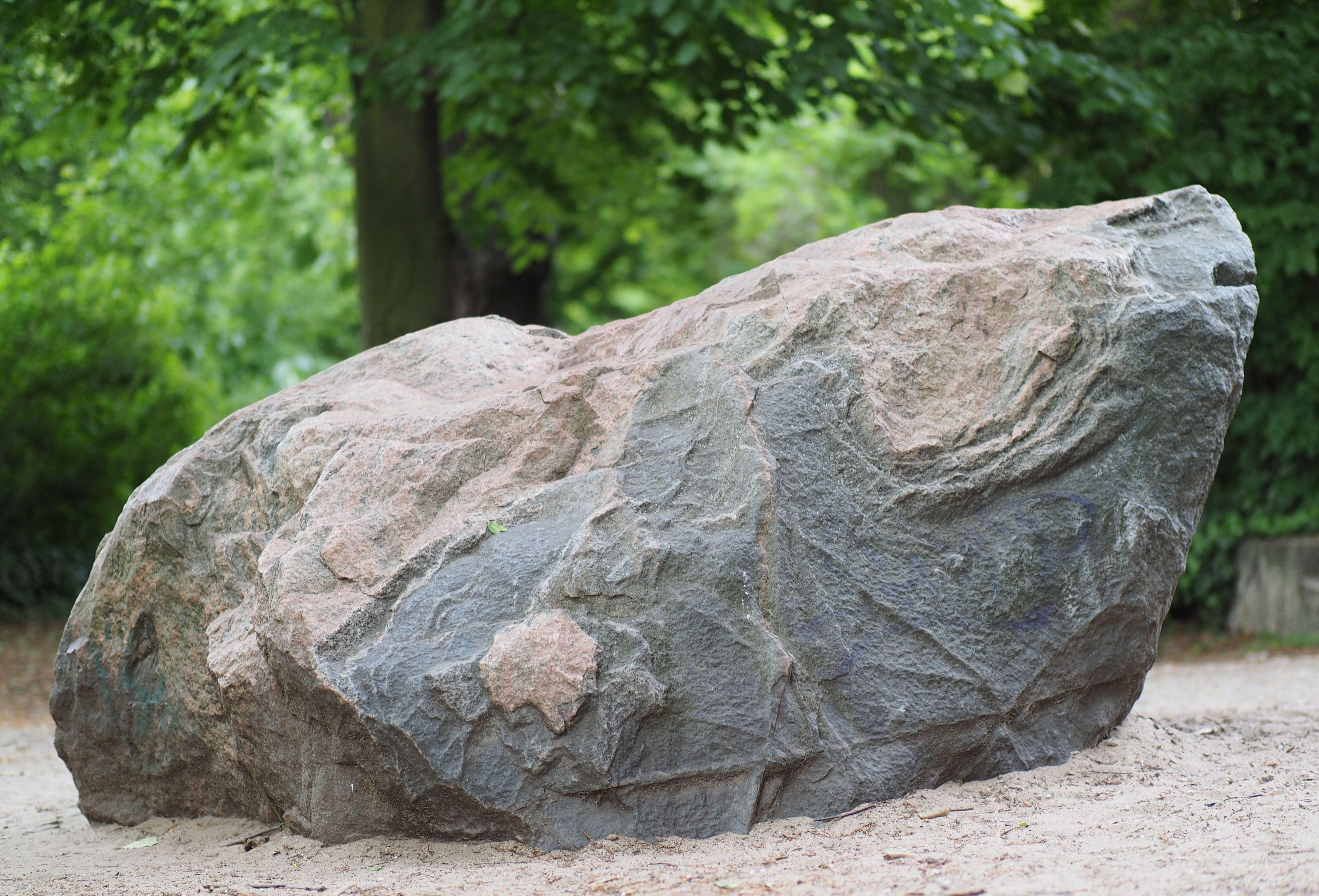
Findling, Naturdenkmal 7-1/F im Bosepark

Am südlichen Eingang von der Friedrich-Franz-Straße in das Parkgelände liegt ein Findling, der wegen seiner Größe als Naturdenkmal der Stadt Berlin ausgezeichnet wurde.
Hinter dem Boseclub befinden sich zwei Tennisplätze, die für die Öffentlichkeit nicht zugänglich sind.
Einer dieser Plätze ist auf einem Bunker aus dem Zweiten Weltkrieg angelegt, der jedoch nicht mehr in Betrieb ist.